# Servidor FTP
Chama-se servidor FTP um servidor que permite, através de uma rede de computadores, um serviço de acesso para usuários a um disco rígido ou servidor de arquivos através do protocolo de transferência de arquivos: File Transfer Protocol. Seu acesso pode ser feito por qualquer usuário da rede ou reservado (com pedido de login e senha). O servidor FTP utiliza o protocolo FTP via navegador ou via cliente ftp dedicado.
A diferença de servidor FTP para FTP é que o servidor é um software produzido para promover o gerenciamento FTP e o FTP já é um protocolo de transporte adquirido através do servidor para acesso a certos dados.
Exemplos de servidores FTP para Linux/Unix/BSD são :
- FTPD
- glftpd
- ProFTPd
- Pure-FTPd
- FTPdds

Para Windows podem-se citar  :
- WarFTPD Server (open source),
- FileZilla Server (open source),
- Pure-FTPd (BSD),
- Titan FTP Server
- Typsoft FTP server (GPL),
- wzdftpd (open source)
- Internet Information Services (Proprietário, acompanha várias versões do Windows)